# Налог на имущество физических лиц
Налог на имущество физических лиц — прямой налог, плательщиками которого являются физические лица, в собственности которых имеется имущество, относится к местным налогам.

## Определение
Согласно БРЭ налог на имущество физических лиц — это прямой налог, плательщиками которого являются физические лица, относится к местным налогам.

## Налогооблагаемая база
Налоговой базой является кадастровая стоимость собственности физических лиц (жилых домов, квартир, комнат, дач, гаражей, строений, помещений, сооружений и доли в этих объектах), а ставкой налога утверждается нормативными правовыми актами органов местного самоуправления в пределах, установленных федеральным законодательством.

## Налог на имущество физических лиц в Российской Федерации
Согласно Налоговому кодексу РФ налоговым периодом признаётся календарный год.
Начиная с 1 января 2020 года определение налоговой базы по налогу на имущество физических лиц исходя из инвентаризационной стоимости объектов налогообложения не производится.